# Коронавірусна хвороба 2019 на Кіпрі
Коронавірусна хвороба 2019 на Кіпрі — розповсюдження вірусу територією країни.
Пандемія коронавірусу 2019–20 років досягла Кіпру в березні 2020 року. Оприлюднені дані уряду Кіпру включають випадки в Акротірі та Декелії, Британському заморському краї, але не випадки на Північному Кіпрі, оскільки регіон знаходиться під військовою окупацією Туреччини.

## Перебіг подій

### 2020
9 березня Кіпр підтвердив перші два випадки коронавірусу: у 25-річного чоловіка з Лімасолу, який повернувся з Італії, та 64-річного медичного працівника з Нікосії, який повернувся з Британії.
11 березня підтверджено ще чотири випадки COVID-19: два грецькі кіпріоти, які повернулися із Британії напередодні, та один водій таксі з Пафосу, онука якого також госпіталізували. Усі троє чоловіків були доставлені до загальної лікарні Фамагуста. Четвертий випадок опинився в самоізоляції вдома.
12 березня було підтверджено чотири нові випадки: особа, яка подорожувала до Британії, зв'язалася з владою після появи симптомів, особа, яка повернулася з Італії, особа із симптомами після повернення з Греції та одна після подрожі до Німеччини — без симптомів.
13 березня підтверджено одинадцять нових випадків. Президент Нікос Анастасіадіс заявив про закриття всіх кордонів, крім в'їзду громадян, на 15 днів з 15 березня.
21 березня було підтверджено першу смерть.
30 березня карантин було посилено: вводиться комендантська година, заборонено влаштовувати зустрічі, штрафи за порушення підвищуються зі 150 до 300 євро.
21 квітня Кіпр залишається однією із небагатьох країн Європи, де відносно мало інфікованих (менше тисячі). Кількість інфікованих за останні дні росла на 5-6 або 12 осіб, при чому смертельних випадків не було.
27 травня влада Кіпру заявила про те, що планувалось безкоштовно лікувати туристів, хворих на коронавірус. Туристам необхідно буде оплатити лише повернення додому після лікування.
31 липня в країні було посилено карантин із введенням маскового режиму у закритих приміщеннях. За порушення введено штраф у розмірі 300 євро.
29 грудня МОЗ країни заборонило ходити в гості. Виключеннями є перебування непостійних жителів з метою опіки над неповнолітніми та інвалідами та надання допомоги особам, не здатним до самообслуговування.

### 2021
18 лютого було вирішено відкрити летовища країни для туристів, але з 1 березня умовно позначити всі країни кольорами згідно ризиків поширення вірусу.
26 квітня на Кіпрі було введено двотижневий локдаун.

### 2022
З 4 січня в країні запроваджено вимоги для всіх пасажирів, що прибувають до Кіпру: зробити за власний рахунок ПЛР-тест протягом 48 годин до прильоту. Після прильоту вони таокж мають здати другий тест в аеропорту. Цього ж місяця у країні було виявлено гібрид штамів «Дельта» і «Омікрон», його було названо «Дельтакрон».